# Fernand-Zacharie-Joseph Lenclud
Fernand-Zacharie-Joseph Lenclud, francoski general, * 1884, † 1964.